# Austrocidaria arenosa
Austrocidaria arenosa là một loài bướm đêm trong họ Geometridae.